# Вільям Міллер Орд
Вільям Міллер Орд (англ. William Miller Ord) — британський лікар, науковець, який працював хірургом у шпиталі Святого Томаса у Лондоні.
У 1878 році ввів термин «мікседема» для опису слизового набряку шкіри та підшкірної клітковини, який виявив під час розтину двох хворих. Вільям Орд був одним із перших, хто пов'язав описані зміни з гіпофункцією та атрофією щитоподібної залози.
В англомовних країнах існує діагноз «Тиреоїдит Орда» (англ. Ord's thyroiditis), який виставляють пацієнтам із гіпотиреозом, що розвинувся на тлі атрофічної форми аутоімунного тиреоїдиту.

## Науковий доробок
- On Myxoedema, a term proposed to be applied to an essential condition in the cretinoid infection observed in middle aged women. Transactions of The Medical — Chirurgical Society Of London 1878; 61: 57
- Report of a committee of the Clinical Society of London nominated December 14, 1883, to investigate the subject of myxoedema. Trans. Clin. Soc. Lond. 1888; 21 (Suppl)